# Русин, Алексей Михайлович
Алексей Михайлович Русин — советский хозяйственный деятель, Герой Социалистического Труда.

## Биография
Родился в 1928 году в Валуйском уезде Воронежской губернии. Член КПСС.
Окончил Северскую школу фабрично-заводского обучения.
В 1946—1949 — второй подручный сталевара, в 1949—1964 — сталевар, бригадир сталеваров мартеновского цеха, в 1964—1972 — исполняющий обязанности мастера, в 1972—1983 — производственный мастер печей Северского металлургического завода Министерства чёрной металлургии СССР.
Указом Президиума Верховного Совета СССР от 19 июля 1958 года присвоено звание Героя Социалистического Труда с вручением ордена Ленина и золотой медали «Серп и Молот».
Делегат XXII съезда КПСС.
Умер в 2002 году в Полевском.

## Награды и звания
- Герой Социалистического Труда (19.07.1958)
- Орден Ленина (19.07.1958)